# تیم ملی فوتسال سوریه
تیم ملی فوتسال سوریه نماینده سوریه در مسابقات بین‌المللی فوتسال و یکی از تیم‌های فوتسال آسیایی است.